# ヴィットーリア・テージ

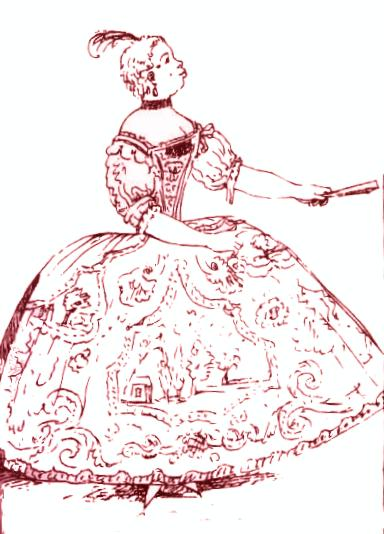
アントニオ・マリア・ザネッティによるカリカチュア（1740年）

ヴィットーリア・テージ（Vittoria Tesi、1701年2月13日 - 1775年5月9日）は、イタリアのアルト歌手。
ムラート女性として最初に舞台に上がったオペラ歌手だった。
フィレンツェ出身であるためにフィオレンティーナ（la Fiorentina）、またアフリカの黒人の血を引くためにモレッタ（la Moretta）のニックネームで呼ばれた。

## 生涯
テージの父はアフリカ系で、トスカーナ大公子フェルディナンド・デ・メディチのお気に入りのカストラートであるフランチェスコ・デ・カストリスに仕えていた。テージははじめフィレンツェでフランチェスコ・レーディに、1715年に一家とともにボローニャに移ってからはフランチェスコ・カンペッジ、ついでアントニオ・ベルナッキに歌を学んだ。最初はパルマ公アントニオ・ファルネーゼに庇護され、1731年のパルマ公の没後は短期間トスカーナ大公ジャン・ガストーネ・デ・メディチ、ついでモデナのフランチェスコ3世・デステに仕えた後、最終的にマリア・テレジアとその夫のフランツ（後に皇帝フランツ1世）に仕えた。
テージは1716年にパルマでデビューし、ボローニャ、ドレスデン、マントヴァ、ヴェネツィア、フィレンツェ、トレヴィーゾ、ヴェネツィア、ジェノヴァ、ミラノ、ナポリ、ファーノ、フェラーラ、トリノ、ピアチェンツァ、ルッカ、マドリードなどの各地で歌っている。1737年にナポリのサン・カルロ劇場が落成したとき、こけら落としに上演されたドメニコ・サッロ『シーロのアキレス』でタイトルロールのアキレウス役を歌っている。1748年にはウィーンで歌い、翌1749年からはウィーンに定住した。
1754年まで歌った記録がある。歌手を引退した後は舞台衣装の監督および教育者として働いた。1775年に肺炎によってウィーンで没した。
テージは男性役と女性役の両方をこなした。カストラートのファリネッリとは親しい友人だった。